# Красная звезда (кондитерская фабрика)
«Красная Звезда» — кондитерская фабрика в Томске, расположена на улице Сибирской в доме № 10.

## История
В 1899 году в Томске было открыто предприятие по выпуску кондитерских изделий, принадлежавшее выходцу из Варшавы Брониславу Бородзичу. Предприятие находилось на Магистратской (ныне — Розы Люксембург) улице. В 1911 году Бородзич расширил производство, открыв фабрику «Бронислав» в Татарской слободе (ныне — улица Трифонова).
В 1920 году производство было национализировано.
Летом 1928 года предприятие получило наименование «Красная звезда». В 1929 году было переведено на Сибирскую улицу.

## Современность
Производила шоколадные конфеты, мармелад, пряники, ирис, зефир, слойки, продукты для диабетиков, новогодние подарки и другую продукцию. В феврале 2013 года фабрика была приобретена компанией «КДВ групп». В настоящее время закрыта.
Летом 2024 года демонтирована и территория передана под застройку жилых помещений.